# Elsa Morán
María Cáceres Castillo, más conocida por su nombre artístico de Elsa Morán (José Pedro Varela, 31 de agosto de 1936-Montevideo, 15 de abril de 2019), fue una cantante de tango uruguaya. Se la considera entre las más grandes en su género en el país, junto a Olga Delgrossi y Nancy De Vita.

## Biografía
Debutó como cantante con apenas doce años en la radio CX 42.
Integró orquestas típicas como la de Donato Racciatti. También incursionó en el folklore.
Entre los temas que interpretó figuran Uno, Malena, Sur, Volver, Afiches, Vida mía, Desde el alma, Estamos iguales (de José «El Gallego» Blanco y Antonio Cerviño), Te extraña (de Ledo Urrutia), Miradas de amor (de Nelson Pilosof y Donato Racciatti), Parrillera (de Toto D'Amario) y Danzarín (de Julián Plaza). Interpretó en japonés La cumparsita y Caminito, cantadas por fonética.
Fue pareja del guitarrista Mario Núñez Iordi, con quien se casó en 2007.